# Monocercops thoi
Monocercops thoi är en fjärilsart som beskrevs av Tosio Kumata 1989. Monocercops thoi ingår i släktet Monocercops och familjen styltmalar. Inga underarter finns listade i Catalogue of Life.